# Sainte-Euphémie-sur-Ouvèze
Sainte-Euphémie-sur-Ouvèze is een gemeente in het Franse departement Drôme (regio Auvergne-Rhône-Alpes) en telt 74 inwoners (2020). De plaats maakt deel uit van het arrondissement Nyons.

## Geografie
De oppervlakte van Sainte-Euphémie-sur-Ouvèze bedraagt 12,2 km², de bevolkingsdichtheid is dus 7,4 inwoners per km².

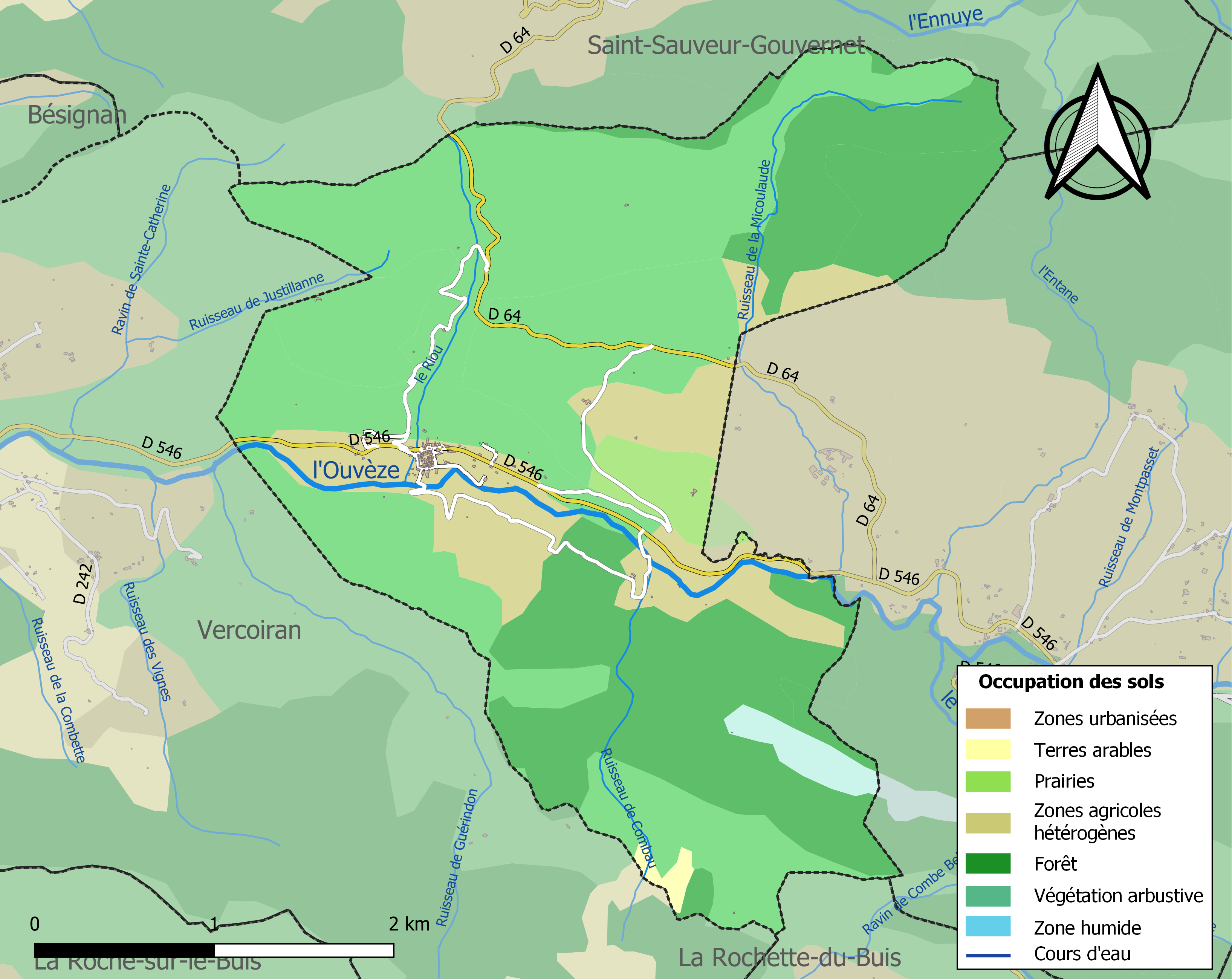
Kaart van de gemeente met belangrijkste infrastructuur, bodemgebruik en omliggende gemeenten

## Demografie
Onderstaande figuur toont het verloop van het inwonertal (bron: INSEE-tellingen).